# Macomb, New York
Macomb är en kommun (town) i St. Lawrence County i delstaten New York. Vid 2010 års folkräkning hade Macomb 906 invånare.